# José Serrato
José Serrato Bergeróo (Montevideo, 30 de septiembre de 1868- Ídem, 7 de septiembre de 1960) fue un agrimensor, ingeniero civil y político uruguayo, perteneciente al Partido Colorado.
Mantuvo una larga trayectoria en ámbitos administrativos públicos, legislativos y técnicos. Destaca por haber sido uno de los tres primeros ingenieros en recibirse en Uruguayy servir como el 24º presidente constitucional de Uruguay entre 1923 y 1927, célebre por ser el primer presidente del país electo por voto universal masculino, directo y secreto.
Durante su presidencia se experimentó un afianzamiento del sistema democrático uruguayo, con el establecimiento de instituciones electorales como la Corte Electoral y dándose la inauguración del Palacio Legislativo, sede actual del Poder Legislativo de Uruguay. Además, se solucionó el cisma del fútbol uruguayo, unificando las federaciones de clubes alrededor de la actual Asociación Uruguaya de Fútbol.
Posteriormente a su presidencia, sirvió como Canciller para una parte del gobierno de Juan José de Amézaga, liderando la delegación uruguaya en la Conferencia de San Francisco de 1945, donde se redactó la Carta de las Naciones Unidas.

## Primeros años
Nació en Montevideo, el 30 de septiembre de 1868.

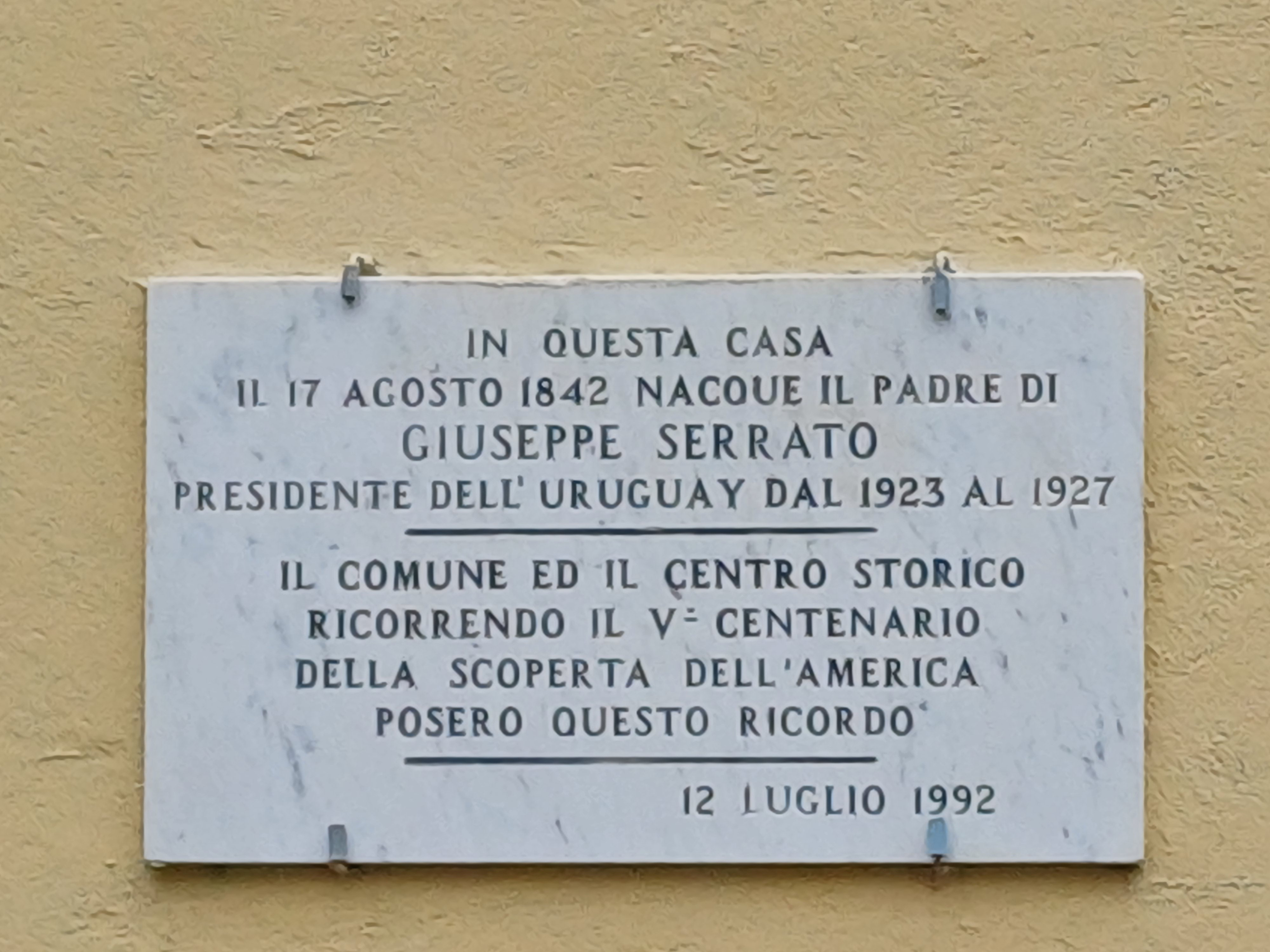
Placa conmemorativa del nacimiento de Domingo Serrato, padre de José Serrato, en Giustenice.

Su padre era Domingo Serrato, un italiano originario de Giustenice, provincia de Savona (Liguria). Además era liberal y masón, había llegado al Uruguay a mediados del siglo XIX perseguido por su actividad política en su país junto a José Mazzini.
Su madre era María Bergeróo, uruguaya pero hija de Juan Bergeróo, un francés capitán de artillería de la "Legión Francesa" durante la Guerra Grande, que había tenido un papel protagónico en la batalla de India Muerta, junto a Fructuoso Rivera, pese a resultar derrotados.
Recibió su educación en la "Escuela filantrópica", de la Masonería uruguaya, y luego en el Colegio Elbio Fernández, organizada por la Sociedad de Amigos de la Educación Popular, siendo José Pedro Varela uno de sus miembros. En sus tiempos escolares dirigió el periódico "La Libertad".

## Carrera profesional
Adolescente ya, ingresó en la Universidad de la República, en la Facultad de Matemáticas y Ramas Anexas. En 1888 alcanzó el título de Agrimensor. Trabajó actuando en la Dirección General de Caminos, en donde diseñó el plano original del departamento de Montevideo.
En 1891 asumió la Cátedra de Topografía de la Universidad y al año siguiente, en 1892, se gradúa como Ingeniero de Puentes y Caminos (lo que hoy sería Ingeniero Civil), siendo uno de los primeros tres diplomados como ingenieros en Uruguay.
También en 1892 es nombrado como Catedrático de Resistencia de Materiales en la Facultad de Matemáticas y en 1896 como Catedrático de Hidráulica.
A la par de su prolífica tarea docente, su actuación en la función pública no fue menos importante. Ingeniero de Primera Clase de la Sección de Puentes y Caminos del Departamento Nacional de Ingenieros de 1893, ese mismo año renunció al ser convocado para hacerse cargo de la Secretaría de la Comisión de Estudios del Puerto de Montevideo, entonces en proyecto.
En 1897 fue designado como Director de Obras Municipales de Montevideo, ideando algunos proyectos, como el de la reforma de la edificación de la Plaza Independencia.

## Carrera política

### Inicios

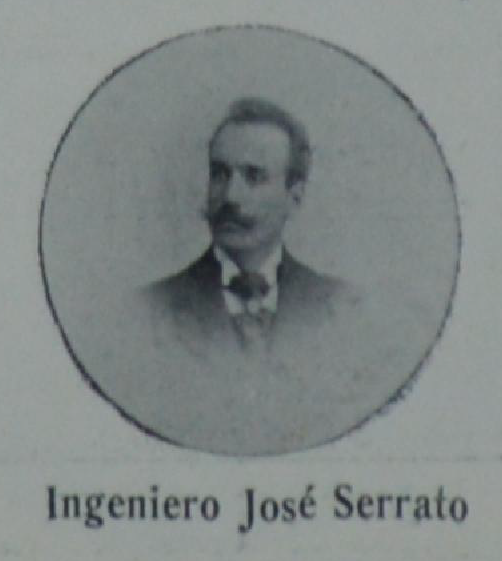
Serrato a principios de los 1900s

Tras un largo aporte técnico en el Estado, para finales del año 1897 ingresa al Parlamento como diputado. Ocupó cargos partidarios importantes, como el de Vicepresidente de la Comisión Departamental de Montevideo y la Secretaría del Comité Ejecutivo Nacional del Partido Colorado. Desde el Parlamento, bregó por la representación de las minorías, una de las causas de los conflictos civiles que habían afectado al país durante más de medio siglo.
Cuando el presidente Juan Lindolfo Cuestas realiza el quiebre institucional de febrero de 1898, reemplaza interinamente a las Cámaras con un Consejo de Estado al que Serrato es invitado a participar y termina por forma parte. Reelecto como diputado por Montevideo en 1899, impulsó varios proyectos, percibiéndose ya su inclinación por temas económicos.
En el ámbito del periodismo, publicó muchos artículos con el seudónimo "Engignour", que significa ingeniero en francés.
En 1902 publica su libro "Problemas económicos", y en ese mismo año y con el seudónimo "Engignour" mantuvo una célebre discusión periodística con el expresidente Julio Herrera y Obes, en relación con las finanzas de varios gobiernos que había tenido la República, que culminó luego de dos meses de diario intercambio.

### Ministro de Batlle
Fue uno de los impulsores de la candidatura presidencial de José Batlle y Ordóñez en 1903, y éste, una vez asumió la presidencia, lo designó como Ministro de Fomento. Al año siguiente, a causa de la guerra civil de 1904, renunció a su cargo el blanco Martín C. Martínez al Ministerio de Hacienda, por lo que Serrato debió hacerse cargo de esta cartera. Fue uno de los más importantes ministros y colaboradores de Batlle en su primera presidencia.
Pese a la confrontación bélica, ideó el trazado de carreteras y caminos, e inauguró el edificio de la Facultad de Medicina, impulsando además la construcción del actual edificio central de la Universidad de la República. Otro de sus aportes fue ayudar a incorporar a esta última casa de estudios las carreras de Veterinaria, Comercio y Agronomía, con la fundación en 1904 de la "Facultad de Comercio", actual Facultad de Ciencias Económicas y de Administración (FCEA), y en 1907 de la «Facultad de Agronomía y Veterinaria»,  que actualmente funcionan como dos facultades distintas: la Facultad de Agronomía y la Facultad de Veterinaria.

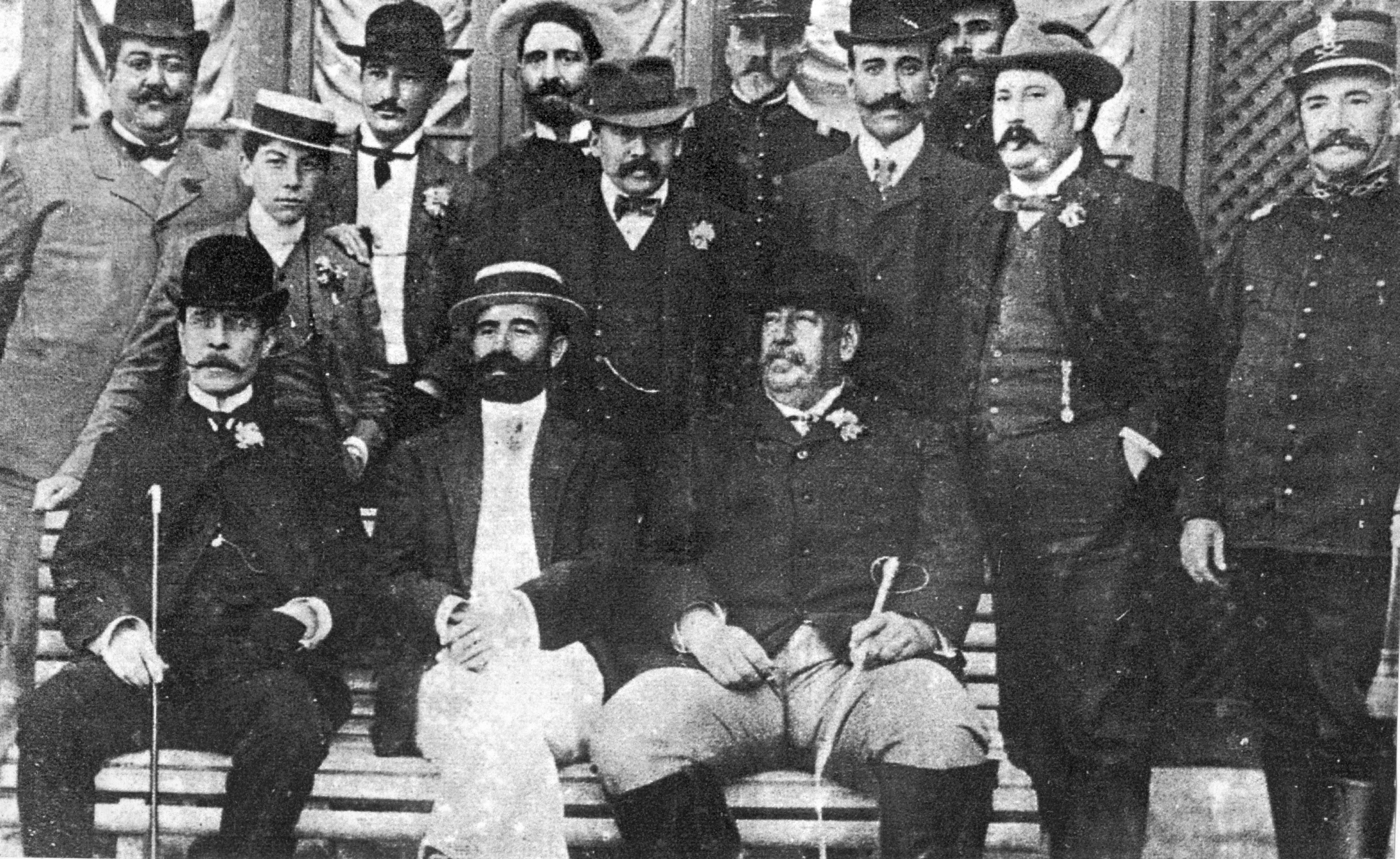
Fotografía de la segunda presidencia de Batlle y varios de sus colaboradores. De izquierda a derecha (de pie): Feliciano Viera, Pedro Manini Ríos, Mateo Magariños Solsona, Antonio M. Rodríguez, Félix Laborde, José Serrato y Domingo Arena; de izquierda a derecha (sentados): Claudio Williman, Diego Pons y José Batlle y Ordóñez.

En 1906 su gestión obtiene el primer superávit de la historia financiera uruguaya, a poco tiempo de finalizada la guerra gracias a una administración mesurada de los fondos públicos. Por esto se le llamó como "el Galarza de las finanzas", en alusión al coronel Pablo Galarza que tuvo un protagónico papel en la victoria de las fuerzas gubernamentales en la guerra de 1904.
Su nombre fue mencionado para suceder a Batlle en el gobierno, aunque finalmente el elegido fue Claudio Williman, ministro de Interior. En 1907 Serrato entró al Senado por el departamento de Tacuarembó, y al retornar Batlle y Ordóñez a la presidencia de la República en 1911 fue nuevamente designado como Ministro de Hacienda.
Nuevamente como Ministro de Hacienda ahora en la segunda presidencia de Batlle, tuvo un importante rol en la obra estatizadora de esa administración. Aportando con su labor en la creación del Banco de Seguros, en el paso definitivo a la órbita estatal del Banco de la República y del Banco Hipotecario, además de la creación del monopolio estatal de las usinas eléctricas.

### Distanciamiento de Batlle

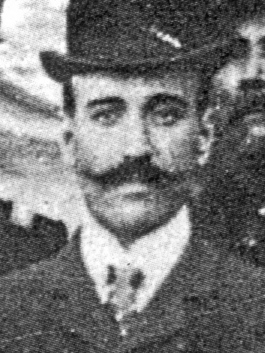
Serrato hacia 1911.

El 4 de marzo del año 1913 Batlle publica en su diario El Día un artículo bajo el título “Apuntes sobre el colegiado”. Allí Batlle realiza una síntesis de las bases que propone para reformar la Constitución, siendo muy polémica su idea de consagrar un Poder Ejecutivo ejercido por una Junta de Gobierno integrada por nueve miembros.Serrato no compartió esta idea de Poder Ejecutivo conocido como "Colegiado", lo que comenzó a dañar la adhesión incondicional de Serrato hacia Batlle. El alejamiento llevó a que abandone el Ministerio de Hacienda en 1913 y a renunciar a una casi asegurada postulación para ocupar la presidencia a partir de 1915 sucediendo a Batlle. Llegó incluso a presidir el "Comité Anticolegialista del Partido Colorado", agudizando más su distanciamiento.

### Ley Serrato
Entre 1913 y 1922 presidió el Banco Hipotecario, una gestión de nueve años muy recordada en la que se redactó la Carta Orgánica y porque en 1921 se llevó a cabo una norma jurídica creada por él, conocida como "Ley Serrato" por ser su autor, en la que se otorgó el derecho a adquirir fincas de propiedad del Banco o de particulares u obtener préstamos para construir viviendas, a los obreros y funcionarios del sector público y privado y a militares, afiliados a las cajas de jubilaciones con más de diez años de aportes jubilatorios. La Ley era extensiva también a jubilados o retirados y a todos aquellos obreros y empleados con menos de diez años de afiliación a una caja de jubilación, en condiciones especiales determinadas por la ley.

### Colorado independiente y candidato de "unidad"

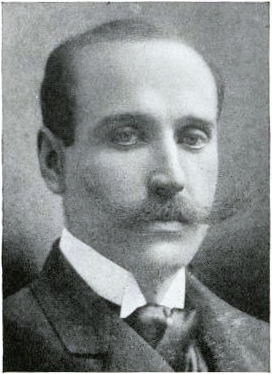
Fotografía de José Serrato en el año 1921.

Desde su separación en 1913 de Batlle por su desacuerdo con la propuesta colegiada, se mantuvo como "colorado independiente". Todavía como presidente del Banco Hipotecario, en 1919 declinó la candidatura a ocupar el primer Consejo Nacional de Administración, órgano ejecutivo creado con la Constitución de 1918. Decidiendo continuar con su actividad en la función pública, también presidiendo el Directorio de la Caja de Jubilaciones de Empleados y Obreros de Servicios Públicos y de Caja de Ahorra Postal.
La nueva constitución de la República instaló una nueva realidad política en Uruguay, donde los partidos tradicionales debían más que nunca realizar distintos acuerdos entre sectores para tener éxito electoral. Batlle impulsó la candidatura de Serrato, posicionado como un colorado independiente de larga trayectoria pública, como una candidatura de unidad colorada que fue aceptada por todos los sectores.
Así, fue el candidato de todo el Partido Colorado en las elecciones generales de 1922 celebradas el 26 de noviembre. El resultado dio como vencedor al Partido Colorado, resultando Serrato electo como el primer presidente de la República elegido con voto universal (masculino), directo y secreto, tal y como estaba previsto en la Constitución de 1918. Derrotó en el proceso al candidato del Partido Nacional, Luis Alberto de Herrera, en la que era su primera elección.
Un día antes de asumir, el miércoles 28 de febrero de 1923, Serrato junto al presidente saliente Baltasar Brum inauguraron el monumento a Artigas ubicado en la Plaza Independencia.

## Presidencia de la República

### Asunción
El 1 de marzo de 1923, José Serrato asumió, con 54 años de edad, la presidencia de la República Oriental del Uruguay.

Juró ante la Asamblea General en el Cabildo de Montevideo, siendo el último presidente en hacerlo en aquel histórico edificio.
"Aspiro a ser el guardián más celoso del derecho de elección del pueblo; me empeñaré, por lo tanto, con toda lealtad, en que no se falseen, con intervenciones indebidas e ilegales, los resultados que se esperan de las garantías establecidas a favor del sufragio. […] Asistiré, con el más elevado espíritu de imparcialidad, al choque cívico de los partidos ante las urnas electorales, convencido de que ese es, para mí, un deber y de que sólo de esas luchas es que emerge nuestro perfeccionamiento como entidad democrática". 
(Fragmento de su discurso de asunción ante la Asamblea General y el Consejo Nacional de Administración).

### Gabinete de gobierno
| Ministerios y ministros del gobierno de José Serrato | Ministerios y ministros del gobierno de José Serrato | Ministerios y ministros del gobierno de José Serrato |
| Ministerio                                           | Ministros                                            | Período                                              |
| ---------------------------------------------------- | ---------------------------------------------------- | ---------------------------------------------------- |
| Interior                                             | Lorenzo Vicens Thievens                              | 1923                                                 |
| Interior                                             | Justino Jiménez de Aréchaga                          | 1923 - 1925                                          |
| Interior                                             | Rufino Domínguez                                     | 1925 - 1927                                          |
| Relaciones Exteriores                                | Pedro Manini Ríos                                    | 1923 - 1924                                          |
| Relaciones Exteriores                                | Juan Carlos Blanco Acevedo                           | 1924 - 1927                                          |
| Hacienda                                             | Ricardo Cosio                                        | 1923 - 1924                                          |
| Hacienda                                             | Luis Caviglia                                        | 1924 - 1925                                          |
| Hacienda                                             | Ricardo Cosio                                        | 1925 - 1927                                          |
| Hacienda                                             | Daniel Blanco Acevedo                                | 1927                                                 |
| Guerra y Marina                                      | Roberto Riverós                                      | 1923 - 1925                                          |
| Guerra y Marina                                      | Segundo Bazzano                                      | 1925 - 1926                                          |
| Guerra y Marina                                      | Guillermo Ruprecht                                   | 1926 - 1927                                          |
| Justicia e Instrucción Pública                       | Pablo Blanco Acevedo                                 | 1923 - 1924                                          |
| Justicia e Instrucción Pública                       | Raúl Jude                                            | 1924 - 1925                                          |
| Justicia e Instrucción Pública                       | Carlos María Prando                                  | 1925 - 1927                                          |
| Obras Públicas                                       | Santiago Calcagno                                    | 1923 - 1925                                          |
| Obras Públicas                                       | Juan Andrés Álvarez Cortés                           | 1925 - 1927                                          |
| Industria y Trabajo                                  | José Francisco Arias                                 | 1923 - 1925                                          |
| Industria y Trabajo                                  | César Mayo Gutiérrez                                 | 1925 - 1927                                          |

### Zonas francas

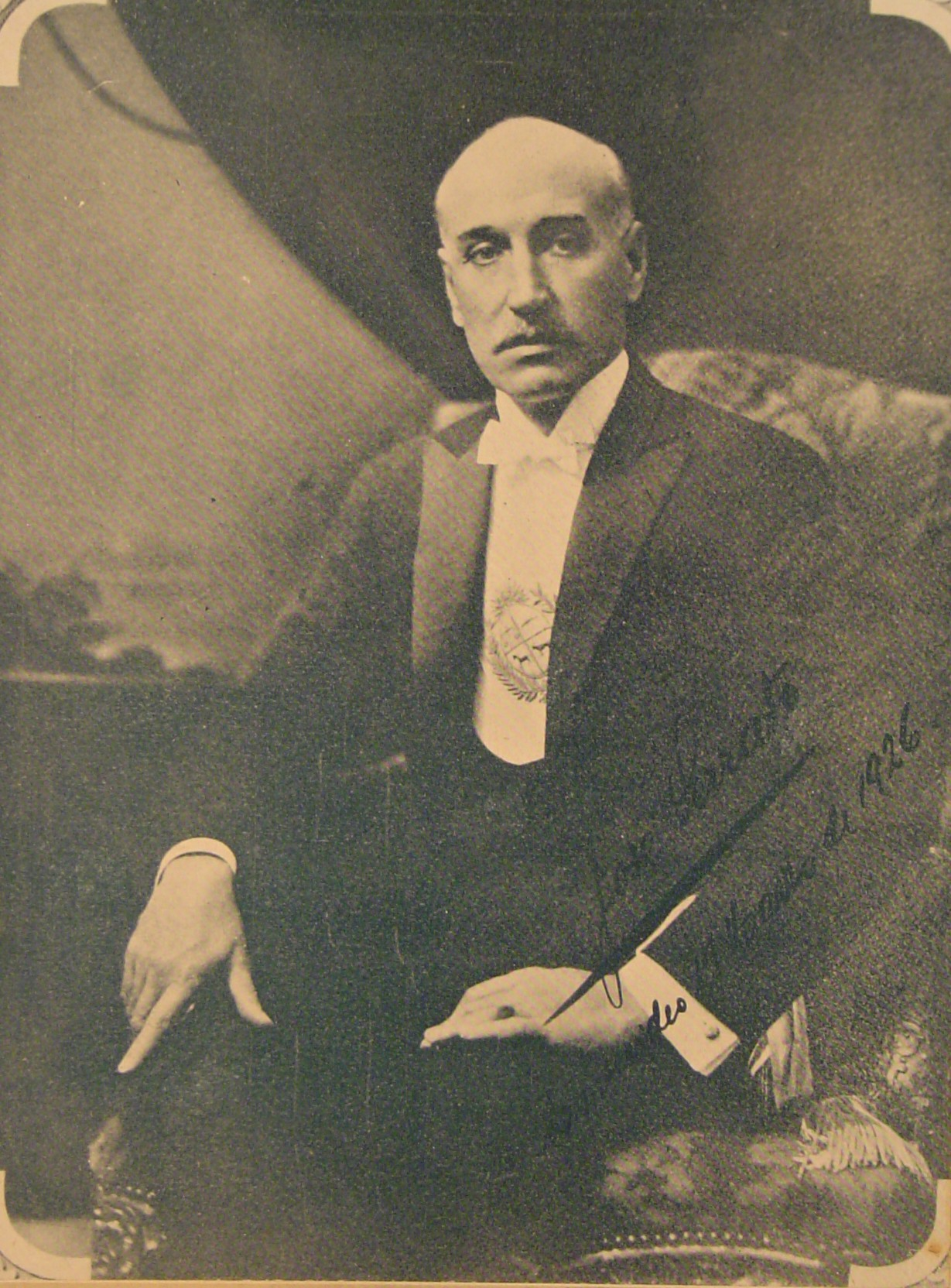
Serrato con la banda presidencial.

El 20 de junio de 1923, a través de una iniciativa innovadora para la época, se aprobó la Ley N° 7.593. Con esta ley se crearon las primeras zonas francas en la historia de Uruguay, funcionando en las áreas portuarias de Colonia y Nueva Palmira, además de habilitar al Estado a establecer una tercera en Bella Unión. Esto con el objetivo de estimular el comercio y la industria en el área portuaria mediante beneficios fiscales y exención de impuestos a usuarios. 
La primera zona franca se construyó dos años después, en 1925, en Colonia, con el permiso para el desarrollo de operaciones de embarque, desembarque, transformación, perfeccionamiento y clasificación de materias de procedencia extranjera, libre de derechos aduaneros y de cualquier impuesto interno.
En 1987, en el primer gobierno de Sanguinetti se promovió una nueva ley de zonas francas (Ley N° 15921) sin referencias geográficas para los exclaves.

### Pensiones y salarios

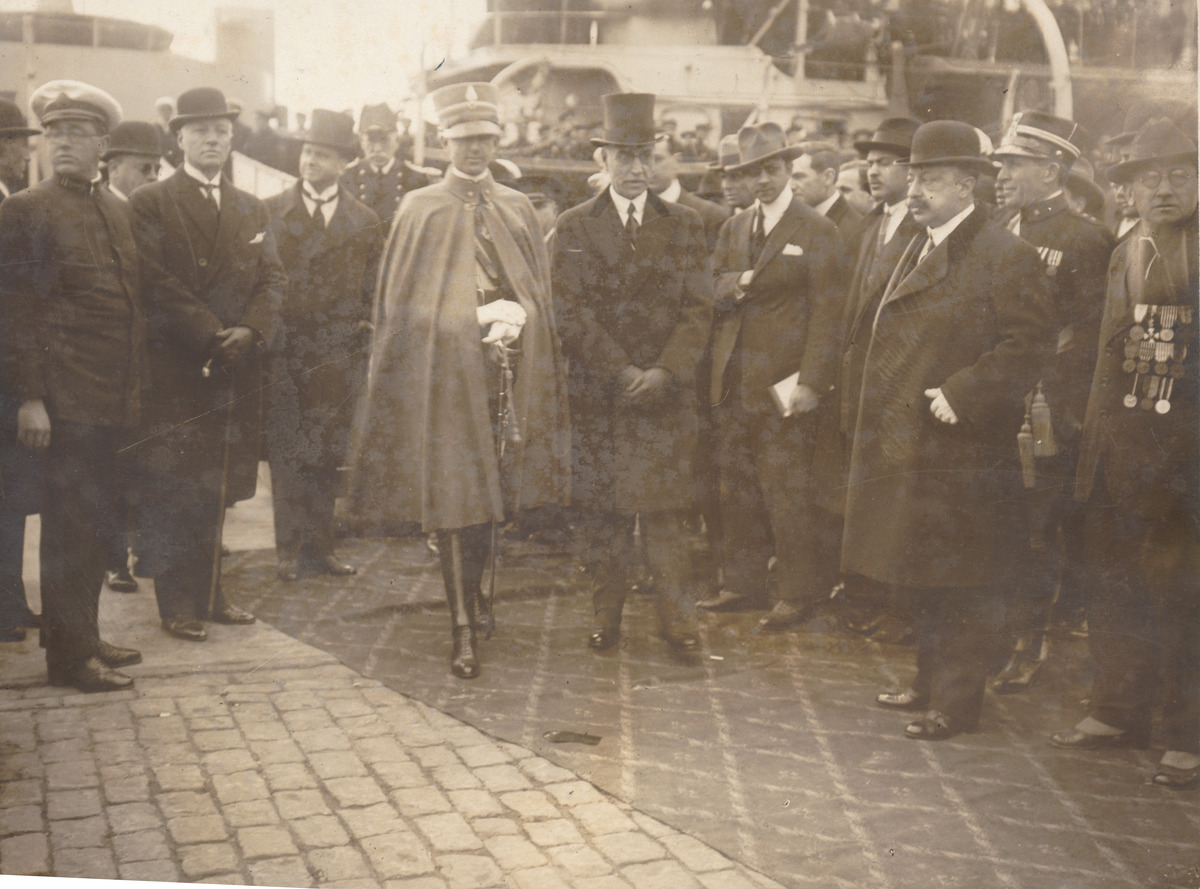
José Serrato (derecha), recibiendo al príncipe Humberto de Italia (izquierda). Visita dada en el marco de una misión diplomática del príncipe Humberto en distintos países sudamericanos en 1924.

El 14 de mayo de 1925, a través de la Ley N° 7.830, se crea la Caja de Jubilaciones y Pensiones de los Empleados de las Instituciones Bancarias y Bolsa de Comercio.
Con la Ley N° 7550 de 1923 se establece el salario mínimo rural.
Además, durante su período se establece el monopolio estatal de seguros contra todo riesgo.

### Sistema electoral
En su presidencia se vivió un afianzamiento del sistema democrático, con el fraude siendo reducido a su mínima expresión gracias al nacimiento de nuevas instituciones electorales como la Corte Electoral, la Oficina Nacional Electoral y las juntas electorales departamentales en 1924;y las leyes electorales de 1925, que disponen la inscripción de los partidos y las garantías del sufragio; además de la creación de la credencial cívica con foto e impresión dactilar.

### Palacio Legislativo

Inauguración del Palacio Legislativo, 1925.

El 25 de agosto de 1925, en el centenario de la declaratoria de la independencia, con la asistencia de altas autoridades del país e invitados especiales, se inauguró el Palacio Legislativo, actual sede del Poder Legislativo en Uruguay.

### Reunificación del fútbol y creación de la Asociación Uruguaya de Fútbol
En calidad de presidente es recordada su gestión conciliadora en el llamado «Laudo Serrato», que fue la reunificación del fútbol uruguayo en 1926. 
El mismo había estado dividido tras el cisma de 1922 entre la Asociación Uruguaya de Football, liderada por el Club Nacional de Football, y la Federación Uruguaya de Football, liderada por el Club Atlético Peñarol. En 1925 se suspendieron los torneos organizados por ambas asociaciones, y luego de meses de tratativas se decidió que en 1926 se jugaría el Torneo Consejo Provisorio para definir qué clubes de ambas organizaciones pasarían a formar parte de la actual Asociación Uruguaya de Fútbol.

## Después de la presidencia
Su mandato finalizó el 1 de marzo de 1927, siendo sucedido por el también colorado Juan Campisteguy.
Serrato pasó a la actividad privada, presidiendo el Directorio de varias empresas y bancos, además de algunos renombrados clubes sociales. Como ser Presidente del Directorio del Banco Italiano, del Club Uruguay y del Jockey Club de Montevideo.

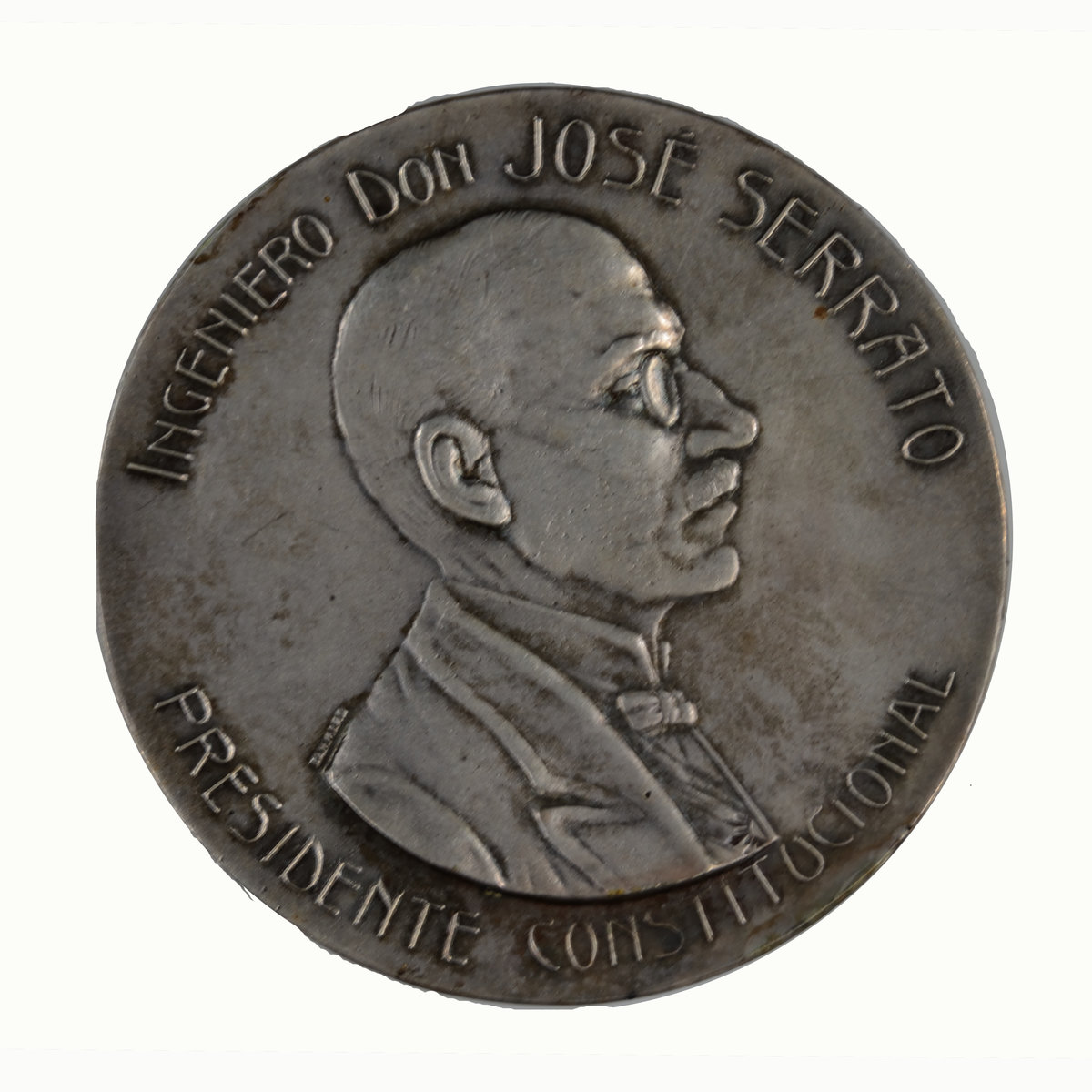
Efigie de José Serrato.

En 1932 dirigió la Caja Autónoma de Amortización, recién creada.
Tras el autogolpe de Estado del 31 de marzo de 1933 llevado a cabo por el presidente Gabriel Terra, el novel dictador convocó a Serrato a integrar la Junta de Gobierno y el Ministerio de Hacienda, declinando la invitación. Sin embargo, aceptó la presidencia del Banco República, aunque por diferencias con el Poder Ejecutivo se alejó del cargo en 1934, volviendo a centrar sus energías en la gestión privada.
Años después, producido el también autogolpe de Estado en febrero de 1942 por el presidente Alfredo Baldomir, Serrato integró el recién formado Consejo de Estado de 1942 que subrogó al Poder Legislativo y redactó la Constitución de 1942.
Poco después de haber iniciado la Segunda Guerra Mundial, Serrato presidió el Comité Nacional Pro-Aliados, creado en 1939.
En 1943, cuando asume Juan José de Amézaga como presidente de la República, éste designa a Serrato como su Ministro de Relaciones Exteriores (Canciller), el último cargo público de Serrato del cual se retira en 1945.

Con dicho cargo representó a Uruguay y a su delegación en la Conferencia de San Francisco de 1945, que dio vida a la Carta de las Naciones Unidas.
“El Uruguay ha venido a San Francisco a colaborar lealmente en la organización del mundo y de la seguridad internacional con intención constructiva, sin prejuicios ni quimeras reñidas con la realidad, […] pero con el anhelo y la esperanza de que el universo del futuro responda y satisfaga al ideal de justicia que anima a los pueblos y hombres de todos los continentes". 
(Fragmento del discurso de Serrato como Presidente de la Delegación del Uruguay en la Conferencia de San Francisco).
Estuvo casado con Josefina Perey, el matrimonio tuvo tres hijos: María Helena, Alberto y Maria Hortensia.
A pocos días de cumplir 92 años, feneció el 7 de septiembre de 1960 con 91 años. Hasta la actualidad es el presidente de Uruguay que más años ha vivido.